# Quasipaa
Quasipaa är ett släkte av groddjur. Släktet beskrevs först av den franske herpetologen Alain Dubois, 1992. Quasipaa ingår i familjen Dicroglossidae.

## Arter
Arter enligt Catalogue of Life:
- Quasipaa boulengeri
- Quasipaa exilispinosa
- Quasipaa fasciculispina
- Quasipaa jiulongensis
- Quasipaa shini
- Quasipaa spinosa
- Quasipaa verrucospinosa
- Quasipaa yei